# Пам'ятник Миколі Куценку

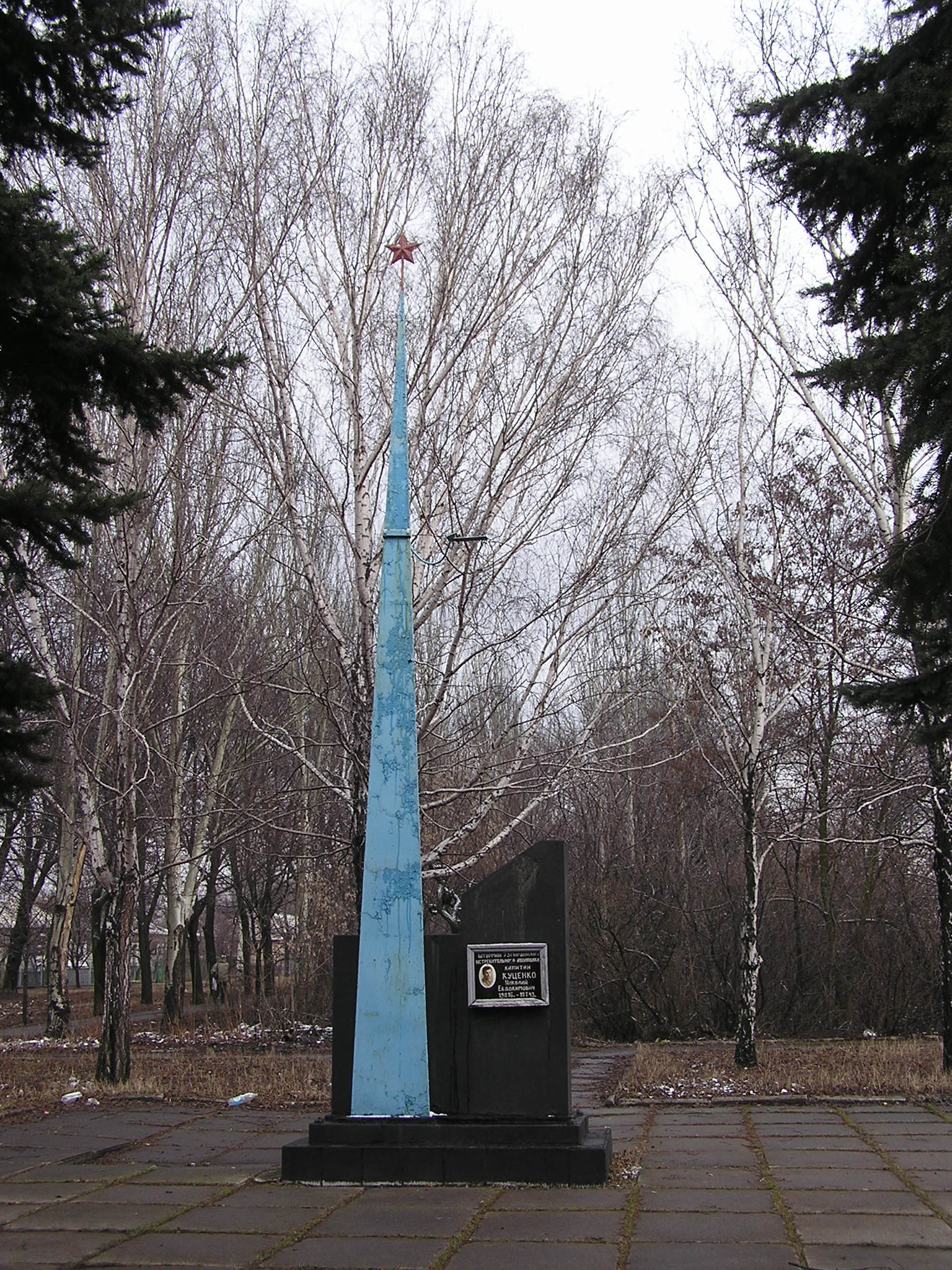
Пам'ятник Миколі Куценко

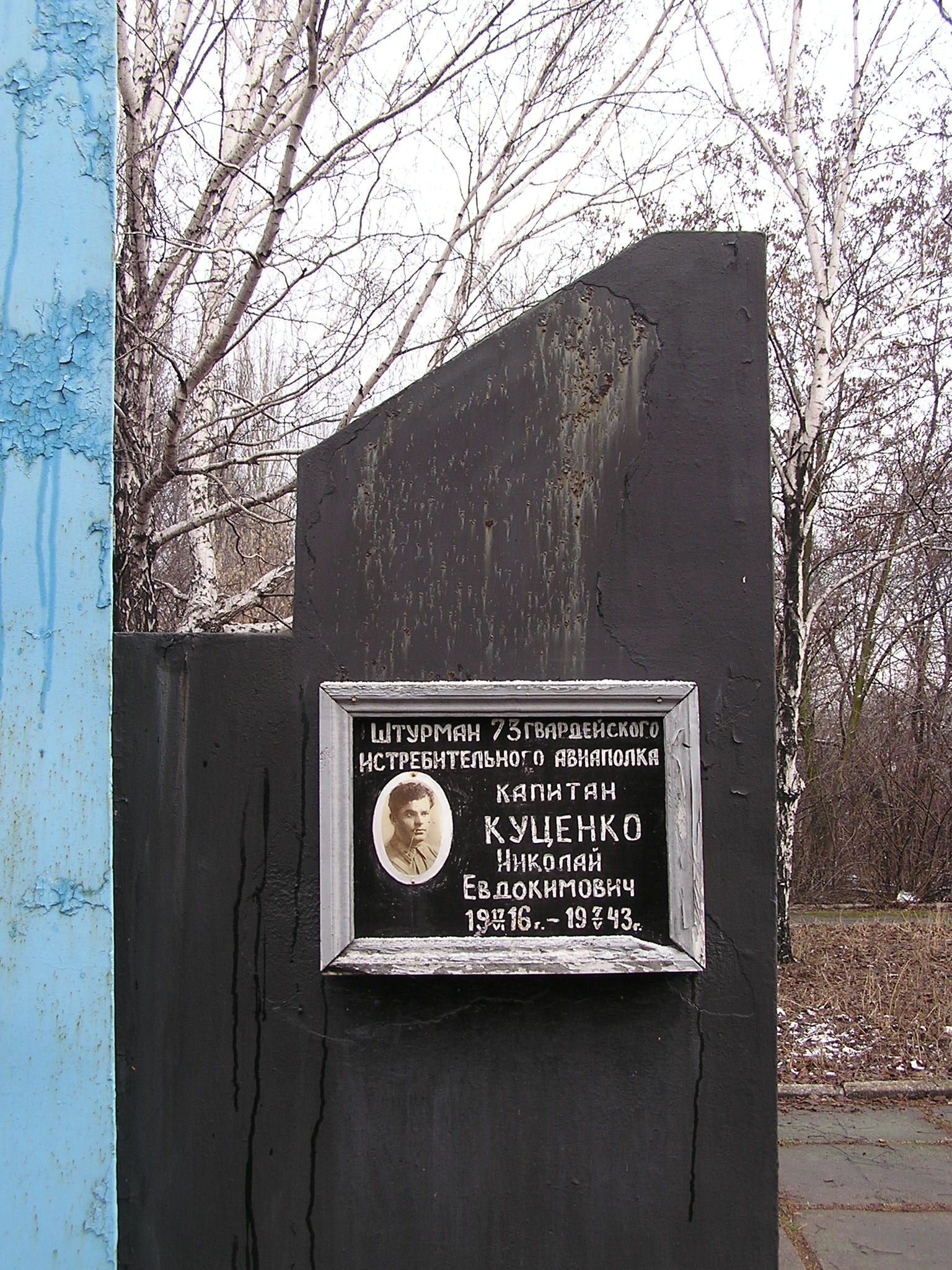
Пам'ятник Миколі Куценко

Пам'ятник Миколі Євдокимовичу Куценко встановлено на його могилі в сквері шахти «Лідіївка», на алеї Героїв.
Штурман 73 гвардійського винищувального авіаполку капітан Куценко загинув у повітряному бою, який відбувався 19 травня 1943 року недалеко від поточного місця поховання. У цьому бою брали участь радянські «Як-2» і німецькі Мессершміти. Літак Куценко був збитий і впав в районі шахти «Лідіївка» і пішов під землю на глибину близько двох метрів.
Цей район був у той час окупований німецькими військами. Місцеве командування вирішило, що збитий німецький літак і відправило місцевих мешканців його відкопати. Розкопки припинили, з'ясувавши, що літак радянський.
У повоєнний час останки літака були виявлені при прокладанні телефонного кабелю. Серед останків були ствол кулемета, ствол скорострільної гармати, двигун, патрони.
Місцеві жителі, що брали участь у перших розкопках передали до парткому планшет Миколи Євдокимовича Куценко, який вони потайки від німців забрали з розкопок.
Урочисте перепоховання останків льотчика відбулося на алеї Героїв силами робочих Кіровського району Донецька. На його могилі встановили обеліск з червоною п'ятикутною зіркою на вершині. Раніше на обеліску також була прикріплена модель літака. В наш час[коли?] вона не збереглася, залишилося тільки кріплення.
Окрім пам'ятника Куценко в алеї Героїв також встановлені пам'ятники в пам'ять про революційні події 1905-1907 років на шахтах Лідіївських рудників; воїнам-лідіївцям, що полеги у боях за Батьківщину в 1941-1945 роках.